# Liste des châteaux de Maine-et-Loire
Cet article recense de manière non exhaustive les châteaux (de défense ou d'agrément), maisons fortes, mottes castrales ou féodales, manoirs, logis seigneuriaux situés dans le département français de Maine-et-Loire, autrement dit sur la majeure partie du territoire de la province historique de l'Anjou. 
La présente liste indique la date de construction des édifices et fait état le cas échéant des inscriptions et classements au titre des monuments historiques.

## Liste
| Icône            | Signification    | Abréviations             | Abréviations                  | Abréviations             | Abréviations           |
| ---------------- | ---------------- | ------------------------ | ----------------------------- | ------------------------ | ---------------------- |
| Château fort     | Château fort     | = Bastide                | = Ferme fortifiée             | = Maison forte           | = (Néo-)Palladianisme  |
| Renaissance      | Renaissance      | = Château gascon         | = Folie (montpelliéraine)     | = Manoir, Gentilhommière | = Résidence épiscopale |
| Domaine viticole | Domaine viticole | = Classicisme, classique | = Forteresse, fort(ification) | = Maison (noble)         | = Style Beaux-Arts     |
| Palais           | Palais           | = Commanderie            | = Gothique (flamboyant)       | = Néo-baroque            | = Style Second Empire  |
| Ruine ou disparu | Ruine, disparu   | = Château pinardier      | = Hôtel particulier           | = Néo-classique          | = Style italianisant   |
|                  |                  | = Demeure seigneuriale   | ... = Style Louis XII...XVI   | = Néo-gothique           | = Style troubadour     |
|                  |                  | = Éclectisme             | = Logis (seigneurial)         | = Néo-Renaissance        | = Villa (de Nice)      |
| Baroque, rococo  | Baroque, rococo  | = Édifice religieux      | = Motte castrale/féodale      | = Pavillon de chasse     | = Styles du XXe siècle |

| Type                                            | Château                                     | Commune                             | Protection                                                                                  | Notes                                                                                               | Coordonnées                 | Illustration |
| ----------------------------------------------- | ------------------------------------------- | ----------------------------------- | ------------------------------------------------------------------------------------------- | --------------------------------------------------------------------------------------------------- | --------------------------- | ------------ |
| Château fort · Forteresse, fort(ification)      | Château d'Angers (Château des ducs d'Anjou) | Angers                              | Classé MH (1875, 1913) · Notice no PA00108871 · Notice no IA49000839 · Notice no IA49007091 | XIIIe et XIVe siècles, XVe et XVIe siècles, visitable                                               | 47° 27′ 59″ N, 0° 33′ 36″ O |              |
| Château fort · Renaissance                      | Château de Baugé                            | Baugé                               | Classé MH (1961) · Notice no PA00108956 · Notice no IA00032423                              | XIe et XIVe siècles, XVe et XVIe siècles, visitable                                                 | 47° 32′ 16″ N, 0° 06′ 07″ O |              |
| Néo-gothique                                    | Château de la Beuvrière                     | Grez-Neuville                       |                                                                                             | XIXe siècle                                                                                         | 47° 35′ 13″ N, 0° 43′ 42″ O |              |
| Château fort · Renaissance                      | Château de Boumois                          | Saint-Martin-de-la-Place            | Classé MH (1953) · Notice no PA00109276 · Notice no IA49000558                              | XVe et XVIe siècles, XVIIe et XVIIIe siècles                                                        | 47° 18′ 30″ N, 0° 07′ 48″ O |              |
| Renaissance · Néo-gothique                      | Château de Brézé                            | Brézé                               | Classé MH (1979) · Notice no PA00108988 · Notice no IA00053646                              | XVIe et XVIIe siècles, XVIIIe et XIXe siècles                                                       | 47° 10′ 29″ N, 0° 03′ 27″ O |              |
| Château fort · Renaissance                      | Château de Brissac                          | Brissac-Quincé                      | Classé MH (1958, 1966) · Notice no PA00108994                                               | Moyen Âge, XVIIe siècle                                                                             | 47° 21′ 10″ N, 0° 26′ 59″ O |              |
| Classicisme, classique                          | Château La Cailleterie                      | Longuenée-en-Anjou (La Meignanne)   |                                                                                             | XVIIIe siècle                                                                                       | 47° 31′ 30″ N, 0° 39′ 17″ O |              |
| Néo-gothique                                    | Château de Challain-la-Potherie             | Challain-la-Potherie                | Classé MH (1980, 2004, 2019) · Notice no PA00109006 · Notice no PA49000100                  | XIXe siècle, visitable                                                                              | 47° 38′ 06″ N, 1° 02′ 39″ O |              |
| Château fort · Ruine ou disparu                 | Château de Champtocé (de Gilles de Rais)    | Champtocé-sur-Loire                 | Inscrit MH (1926) · Notice no PA00109016 · Notice no IA49008755                             | XIIIe siècle                                                                                        | 47° 24′ 46″ N, 0° 51′ 41″ O |              |
| Classicisme, classique                          | Château des Colbert                         | Maulévrier                          | Inscrit MH (1995) · Notice no PA00109176 · Notice no IA49003952                             | XVIIe et XIXe siècles                                                                               | 47° 00′ 22″ N, 0° 44′ 50″ O |              |
| Château fort · Renaissance                      | Château de Durtal                           | Durtal                              | Classé MH (1995) · Notice no PA00109090 · Notice no IA49009098                              | Moyen Âge, XVIIe siècle, visitable                                                                  | 47° 40′ 14″ N, 0° 14′ 39″ O |              |
|                                                 | Château de Fline                            | Martigné-Briand                     |                                                                                             | |                             |              |
|                                                 | Château de la Frogerie                      | Maulévrier                          |                                                                                             | XVe siècle-XIXe siècle                                                                              |                             |              |
|                                                 | Château La Goujonnaie                       | Longuenée-en-Anjou (La Meignanne)   |                                                                                             | XVIIIe et XIXe siècles                                                                              |                             |              |
|                                                 | Château de Grésillon                        | Baugé                               |                                                                                             | XVIIIe siècle                                                                                       |                             |              |
| Logis                                           | Château des Landes                          | Loire-Authion (Brain-sur-l'Authion) | Inscrit MH (1984) · Notice no PA00108986 · Notice no IA49008906                             | XVe et XVIIIe siècles                                                                               | 47° 26′ 57″ N, 0° 25′ 51″ O |              |
|                                                 | Château du Lavouër                          | Neuvy-en-Mauges                     |                                                                                             | |                             |              |
|                                                 | Château de Martigné-Briand                  | Martigné-Briand                     |                                                                                             | |                             |              |
|                                                 | Château de la Montchevalleraie              | Aviré                               |                                                                                             | visitable                                                                                           |                             |              |
|                                                 | Château de Montgeoffroy                     | Mazé                                |                                                                                             | visitable                                                                                           |                             |              |
| Château fort · Renaissance                      | Château de Montreuil-Bellay                 | Montreuil-Bellay                    |                                                                                             | visitable                                                                                           |                             |              |
| Renaissance                                     | Château de Montsoreau                       | Montsoreau                          |                                                                                             | visitable                                                                                           |                             |              |
|                                                 | Château de la Motte Grouillon               | Lézigné                             |                                                                                             | |                             |              |
| Manoir, gentilhommière · Classicisme, classique | Château de Narcé                            | Loire-Authion (Brain-sur-l'Authion) | Inscrit MH (1975) · Notice no PA00108984                                                    | XIVe et XVe siècles, XVIIe et XVIIIe siècles                                                        | 47° 26′ 36″ N, 0° 25′ 44″ O |              |
|                                                 | Château de Noizé                            | Soulaines-sur-Aubance               |                                                                                             | |                             |              |
|                                                 | Château de Pignerolle                       | Saint-Barthélemy-d'Anjou            |                                                                                             | visitable                                                                                           |                             |              |
| Renaissance                                     | Château du Plessis-Bellière                 | Saint-Pierre-Montlimart             |                                                                                             | Château XVIIe détruit / Château XIXe détruit / actuelle ferme de la Bellière (anciennes mines d'or) |                             |              |
| Renaissance                                     | Château du Plessis-Bourré                   | Écuillé                             |                                                                                             | visitable                                                                                           |                             |              |
| Château fort · Renaissance                      | Château du Plessis-Macé                     | Le Plessis-Macé                     |                                                                                             | visitable                                                                                           |                             |              |
| Château fort · Ruine ou disparu                 | Château médiéval de Pouancé                 | Pouancé                             |                                                                                             | visitable                                                                                           |                             |              |
|                                                 | Château Saint-Quentin                       | Longuenée-en-Anjou (La Meignanne)   |                                                                                             | XIXe siècle                                                                                         |                             |              |
|                                                 | Château Saint-Venant                        | Longuenée-en-Anjou (La Meignanne)   |                                                                                             | XIXe siècle, privé                                                                                  |                             |              |
| Renaissance                                     | Château de Saumur                           | Saumur                              |                                                                                             | visitable                                                                                           |                             |              |
| Renaissance                                     | Château de Serrant                          | Saint-Georges-sur-Loire             |                                                                                             | visitable                                                                                           |                             |              |
|                                                 | Château de la Tremblaye                     | Meigné                              |                                                                                             | |                             |              |
|                                                 | Château de la Turmelière                    | Liré                                |                                                                                             | |                             |              |
|                                                 | Château du Verger                           | Seiches-sur-le-Loir                 |                                                                                             | |                             |              |
|                                                 | Château de Villeneuve                       | Martigné-Briand                     |                                                                                             | |                             |              |
|                                                 | Château de Villeneuve                       | Souzay-Champigny                    |                                                                                             | |                             |              |